# Cantonul Vailly-sur-Aisne
Cantonul Vailly-sur-Aisne este un canton din arondismentul Soissons, departamentul Aisne, regiunea Picardia, Franța.

## Comune
- Aizy-Jouy
- Allemant
- Braye
- Bucy-le-Long
- Celles-sur-Aisne
- Chavignon
- Chavonne
- Chivres-Val
- Clamecy
- Condé-sur-Aisne
- Filain
- Laffaux
- Margival
- Missy-sur-Aisne
- Nanteuil-la-Fosse
- Neuville-sur-Margival
- Ostel
- Pargny-Filain
- Pont-Arcy
- Sancy-les-Cheminots
- Soupir
- Terny-Sorny
- Vailly-sur-Aisne (reședință)
- Vaudesson
- Vregny
- Vuillery